# Sandra Wasserman
Sandra Wasserman (* 10. Mai 1970) ist eine ehemalige belgische Tennisspielerin.

## Karriere
Wasserman gewann in ihrer Tennislaufbahn einen Doppeltitel auf der WTA Tour. Bei Grand-Slam-Turnieren stand sie insgesamt fünfmal in der dritten Runde der Einzelkonkurrenz.
Von 1985 bis 1992 absolvierte sie für die belgische Fed-Cup-Mannschaft insgesamt 25 Partien mit einer positiven Einzelbilanz von 8:6 Siegen; im Doppel gewann sie sechs ihrer elf Partien.

## Turniersieg

### Doppel
| Nr. | Datum       | Turnier   | Kategorie  | Belag | Partnerin    | Finalgegnerinnen                    | Ergebnis      |
| --- | ----------- | --------- | ---------- | ----- | ------------ | ----------------------------------- | ------------- |
| 1.  | 1. Mai 1988 | Barcelona | WTA Tier V | Sand  | Iva Budařová | Anna-Karin Olsson Maria José Llorca | 1:6, 6:3, 6:2 |

## Abschneiden bei Grand-Slam-Turnieren

### Einzel
| Turnier         | 1987 | 1988 | 1989 | 1990 | 1991 | 1992 | 1993 | 1994 | Bilanz | Karriere |
| --------------- | ---- | ---- | ---- | ---- | ---- | ---- | ---- | ---- | ------ | -------- |
| Australian Open | —    | 2    | 2    | 3    | 1    | —    | 2    | 1    | 5:6    | 3        |
| French Open     | 3    | 1    | 2    | 1    | —    | 3    | 2    | —    | 6:6    | 3        |
| Wimbledon       | —    | 1    | —    | 1    | —    | —    | 2    | —    | 1:3    | 2        |
| US Open         | —    | 3    | 3    | 2    | —    | —    | 1    | —    | 5:4    | 3        |

### Doppel
| Turnier         | 1987 | 1988 | 1989 | 1990 | 1991 | 1992 | 1993 | 1994 | Bilanz | Karriere |
| --------------- | ---- | ---- | ---- | ---- | ---- | ---- | ---- | ---- | ------ | -------- |
| Australian Open | —    | 2    | 2    | 1    | AF   | —    | —    | —    | 4:4    | AF       |
| French Open     | —    | 1    | 2    | 1    | 1    | —    | —    | —    | 1:4    | 2        |
| Wimbledon       | —    | 2    | —    | —    | —    | —    | —    | —    | 1:1    | 2        |
| US Open         | —    | 2    | —    | —    | 1    | —    | —    | —    | 1:2    | 2        |